# Bruno Even
Bruno Even, né le 15 mars 1968, est un homme d'affaires français.

## Carrière
Diplômé de l'École polytechnique, travaille à la direction générale de l'Armement puis entre chez Turboméca en 1999.
Il est directeur de Sagem Défense Sécurité entre 2013 et 2015 puis de Turboméca, devenu Safran Helicopter Engines, entre 2015 et 2018.
Le 1er avril 2018, il est nommé président exécutif d'Airbus Helicopters.
En juin 2024, il est nommé administrateur de la société EDF pour un mandat de 3 ans, en replacement de Colette Lewiner.

## Distinctions
- Chevalier de la Légion d'honneur[5] (31 décembre 2020).